# Parafia św. Marii Magdaleny w Tarnowie
Parafia św. Marii Magdaleny w Tarnowie – parafia w dekanacie ząbkowickim północnym w diecezji świdnickiej. 

## Historia
Parafia została erygowana w XVII wieku. Barokowy kościół pw. św. Marii Magdaleny pochodzi z XVIII wieku, a wieża z 1852 roku. Obecnie parafia jest administrowana przez proboszcza z Olbrachcic Wielkich.

## Proboszczowie
- ks. Wieslaw Rak administrator( do 2011)[4]
- ks. Stanislaw Jendykiewicz administrator (2011– )[5]